# Gregor Pöck
Gregor Karl Pöck (24. února 1862 Vídeň-Nové Město – 18. dubna 1945 Heiligenkreuz) byl v letech 1902–1945 v pořadí 63. opatem cisterciáckého kláštera v Heiligenkreuzu. Byl v historii tohoto kláštera jedním z nejdéle vládnoucích opatů.

## Život
Narodil se na vídeňském Novém Městě v roce 1862 jako Karl Pöck. V devatenácti letech vstoupil do cisterciáckého opatství v Heiligenkreuzu a při obláčce spolu s hábitem přijal řeholní jméno Gregor. V roce 1886 byl vysvěcen na kněze, a 15. srpna toho roku sloužil primiční Mši svatou. Dne 3. prosince 1890 byl pak promován doktorem teologie. V klášteře působil jako knihovník a zároveň přednášel na heiligenkreuzském teologickém učilišti (což je dnešní Filosoficko-teologická vysoká škola Benedikta XVI.) tomistickou filosofii.
Dne 24. července 1902 byl Gregor Pöck zvolen heiligenkreuzským opatem, a 20. srpna téhož roku mu vídeňský pomocný biskup Johann Baptist Schneider udělil opatskou benedikci. O deset let později byl jmenován čestným členem Katolické studentské asociace. Od roku 1915 byl rovněž hlavou rakouské cisterciácké kongregace. Od jeho založení v roce 1926 podporoval vydávání klášterního občasníku Sancta Crux, který přinášel informace z cisterciácké historie a současnosti. Klášter Heiligenkreuz díky opatu Pöckovi relativně dobře přečkal dvě světové války. Na jaře 1945 zachránil několik dívek a žen ze vsi Heiligenkreuz před znásilněním sovětskými vojáky tím, že jim poskytl útočiště v klášterním kostele. Opat Gregor Pöck zemřel doslova v posledních dnech druhé světové války, 18. dubna 1945, na zápal plic. V Heiligenkreuzu je po něm pojmenována jedna z ulic.